# Церковь Иоанна Богослова (Ликино-Дулёво)
Церковь Иоанна Богослова — приходской православный храм в городе Ликино-Дулёво Московской области. Относится к Ликино-Дулёвского благочинию Балашихинской епархии Русской православной церкви.
Здание церкви является объектом культурного наследия и находится под охраной государства. В настоящее время храм действует, ведутся богослужения.

## История храма
В этом месте при фарфоровом заводе длительное время не было храма. Только 8 мая 1887 года архиепископ Владимирский Феогност освятил храм во имя Апостола и Евангелиста Иоанна Богослова. Предприятие росло, количество прихожан увеличивалось. В 1890 году церковь расширили, она стала крестообразной. В пересечении креста возвышался мощный световой восьмерик, увенчанный главой. В западной части находилась колокольня.
Через два десятилетия после освящения деревянного храма было принято решение построить каменный. В 1909 году правление фарфорового завода безвозмездно выделило землю и ссуду в размере 11 тысяч рублей для постройки новой церкви. Леонид Михайлович Шерер является автором проекта каменного храма.
21 апреля 1912 года Шерер подписал последние проектные чертежи, а 15 июня того же года их утвердили владимирские губернские власти. К 1917 году здание храма было готово. Были доставлены доски для полов, залит фундамент под колокольню. Но Октябрьская революция не дала завершить строительство. Работы возобновились только в 1991 году. В 1923 году прихожане предпринимали попытку достроить церковь, но новые власти идею не поддержали. После войны в помещении церкви разместили склад, а в 1970-м здание забросили.
Местные жители стали растаскивать кирпич на бытовые нужды. Было определено взорвать здание, но обследования подтвердили серьёзные затраты данного демонтажа, так как стены были укреплены.
Недостроенный храм был передан местной общине лишь весной 1991-го. Вскоре, в день престольного праздника, прошел первый молебен. На храме отсутствовали купола и кресты, в стенах зияли пробоины. В начале 1992 года начались восстановительные работы. 17 октября 1999 года главный престол храма был освящён.
В цокольном была обустроена крестильня, а позже библиотека и небольшой музей, в котором собраны экспонаты по истории края, города Ликино-Дулёва, фарфорового завода, обоих храмов Иоанна Богослова — деревянного и каменного. Имеется небольшая библиотека старинных книг.